# Sphacelodes quadrilineata
Sphacelodes quadrilineata là một loài bướm đêm trong họ Geometridae.